# Pat Smear
Pat Smear (nacido como George Albert Ruthenberg el 5 de agosto de 1959) es un guitarrista de rock estadounidense, exmiembro de la banda Germs y actual miembro de Foo Fighters. También es reconocido por haber tocado en vivo con Nirvana como guitarrista rítmico.

## Biografía

### Primeros años
Smear nació y creció en el sector oeste de la ciudad de Los Ángeles, en California. Su madre es afrodescendiente y su padre es alemán. De adolescente, en 1976, Smear conoció a Darby Crash y ambos conformaron la banda Germs con la bajista Lorna Doom y la baterista Dottie Danger (pseudónimo de Belinda Carlisle, posterior cantante de The Go-Go's).
Carlisle fue prontamente reemplazada por Don Bolles, y en 1979 la banda lanzó su primer álbum, (GI). Producido por Joan Jett, el álbum es ahora considerado como uno de los más importantes de la historia del punk rock. Germs se desintegró con la muerte de Crash, en 1980.

### Décadas de 1980 y 1990
Pat fue entonces a tocar con Nina Hagen y lanzó dos álbumes como solista, So You Fell In Love With A Musician y Ruthensmear. Luego apareció en programas de televisión como CHiPs y películas como Breakin'. En 1993 recibió una llamada del líder de Nirvana, Kurt Cobain, preguntándole si quería unirse a la banda como guitarrista rítmico. Pat aceptó inmediatamente y tocó su primer show con la banda en Saturday Night Live el 25 de septiembre de 1993. Smear tocó primariamente guitarras Hagström durante el tiempo en que estuvo con Nirvana. Acompañó a la banda en un tour de seis meses hasta la muerte de Cobain, en abril de 1994, y apareció en el álbum MTV Unplugged in New York.
Después del fin de Nirvana, el baterista de esta banda, Dave Grohl, lo invitó a unirse al proyecto que sería conocido como Foo Fighters. Smear se unió desde los comienzos de la banda, pero ya que el primer álbum era una colección de demos grabadas solo por Grohl, no aparecería en un álbum de Foo Fighters hasta The Colour and the Shape, de 1997. Posteriormente el mismo año, debido a la fatiga y algunos problemas con Grohl, Smear anunció su salida del grupo durante una presentación en Radio City Music Hall, antes de los MTV Video Music Awards de ese año.

### 2000 en adelante

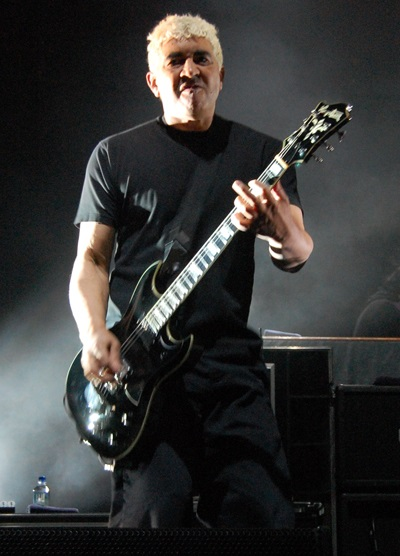
Smear en vivo con Foo Fighters.

Una vez que dejó Foo Fighters, en 1997, Smear mantuvo un perfil bajo, produciendo el álbum debut de Harlow y haciendo pequeñas apariciones televisivas. Fue consultor creativo en la película sobre Germs y Darby Crash titulada What We Do Is Secret, lanzada en 2007, en la cual el papel de Smear fue interpretado por Rick González. En 2005 empezó a hacer presentaciones de reunión con Germs, con el actor Shane West (que interpretó a Darby Crash en la película) como vocalista.
En julio de 2006, Smear se reunió de nuevo con Grohl y los Foo Fighters para una corta gira acústica por los Estados Unidos para la promoción del lado acústico del disco In Your Honor. Como parte de la gira, Smear apareció con la banda en el programa televisivo de Jay Leno en septiembre del mismo año. En 2010 volvió a integrarse formalmente a la banda.
El 12 de diciembre de 2012, apareció junto a Grohl, Krist Novoselic y Paul McCartney en el concierto 12-12-12: The Concert For Sandy Relief, efectuado en el Madison Square Garden de la ciudad de Nueva York, a beneficio de los damnificados por el huracán Sandy.

## Discografía

### ConGerms
- Forming/Sexboy (1977)
- Lexicon Devil (1978)
- (GI) (1979)
- The Decline of Western Civilization Soundtrack (1980)
- What We Do Is Secret (1981)
- Live at the Whisky, First Show Ever (1981)
- Germicide (1985)
- (MIA) - The Complete Anthology (1993)

### Con The Martyrs
- Pig Pen Victim / Social Sacrifice (7") (1979)

### Con45 Grave
- Black Cross/Wax (1981)

### Con Twisted Roots
- Pretentiawhat (1981)
- Twisted Roots (compilatorio) (2004)

### Con Lunaman
- "Work Till Your Dead" - Flipside Video Fanzine Number Five (compilatorio) (VHS) (1984)
- "Golden Boys" - Flipside Vinyl Fanzine Vol. 2 (compilatorio) (1985)
- "Creep Street" - Chaotic Reasoning Vol. 2 (compilatorio) (2012)

### Con Tater Totz
- Alien Sleestacks From Brazil (Unfinished Music Volume 3) (1988)
- Mono! Stereo: Sgt. Shonen's Exploding Plastic Eastman Band Request (1989)
- Tater Comes Alive! (Tot Live! If You Want It!) (1992)

### Con Gary Celebrity
- Diary of a Monster (1992)[8]

### En solitario
- Ruthensmear (1987)
- "Lazybones" - Every Band Has A Shonen Knife Who Loves Them (álbum tributo a Shonen Knife de varios artistas) (1989)[9]
- So You Fell in Love with a Musician... (1992)

### Con Deathfolk
- Deathfolk (1989)
- Deathfolk II (1992)

### ConNirvana
- MTV Unplugged in New York (1993)
- From the Muddy Banks of the Wishkah (1996)
- Nirvana (2002)
- With the Lights Out (2004)
- In Utero 20th Anniversary Deluxe Edition (2013)

### Con Skull Control
- "Electric Church" - Radio Danger (1994)[10]

### ConMike Watt
- Ball-Hog or Tugboat? (1995)
- "Ring Spiel" Tour '95 (2016)[11]

### ConFoo Fighters
- 1997: The Colour and the Shape
- 2006: Skin and Bones
- 2009: Greatest Hits
- 2011: Wasting Light
- 2014: Sonic Highways
- 2017: Concrete and Gold
- 2021: Medicine at Midnight
- 2023: But Here We Are

### ConPaul McCartney
- Cut Me Some Slack (2012)

### Con theHell
- Southern Medicine (2013)

## Filmografía
| Año  | Película   | Rol      | Notas                                   |  |
| ---- | ---------- | -------- | --------------------------------------- |  |
| 2022 | Studio 666 | Él mismo | Junto a los integrantes de Foo Fighters |  |